# Рзаев, Фирудин Орудж оглы
Фирудин Орудж оглы Рзаев (азерб. Firudin Oruc oğlu Rzayev; род. 1943, Азербайджанская ССР) — советский азербайджанский сборщик шин, лауреат Государственной премии Азербайджанской ССР (1978). Народный депутат СССР (1989—1991).

## Биография
Родился в 1943 году в Азербайджанской ССР.
Трудился сборщиком автопокрышек Бакинского шинного завода имени 40-летия Компартии Азербайджана. Достиг высоких результатов при выполнении производственных заданий десятой (1976—1980) и одиннадцатой пятилеток (1981—1985). План десятой пятилетки выполнил досрочно, вторым в отрасли, за что удостоен Государственной премии Азербайджанской ССР. Широко применял на практике рационализаторские методы, вносил собственные рационализаторские предложения. 
Активно участвовал в общественно-политической жизни республики и Советского Союза. Состоял в КПСС, выдвинут делегатом на XIX Всесоюзную партийную конференцию. В 1989 году избран народным депутатом СССР от Бакинского — Наримановского национально-территориального избирательного округа № 197 Азербайджанской ССР, состоял в Мандатной комиссии Съезда народных депутатов СССР.